# ピエール・ファリオ
ピエール・ファリオ（Pierre Failliot、1889年2月12日 - 1935年12月31日）は、フランスの陸上競技選手。ラグビー選手。1912年ストックホルムオリンピックの銀メダリストである。パリ出身。

## 経歴
ファリオは、20世紀初頭に活躍した選手で、100m、200m、300m、400m、500mでフランス記録を樹立。このほか110mハードル、400mハードル、走高跳でも活躍。フランス選手権でも1908年から1913年にかけ13ものタイトルを獲得。1909年には4冠を達成。1912年ストックホルムオリンピックでは4×400mリレーで銀メダルを獲得した。また、この大会では十種競技にも出場しているが途中棄権している。
このほか、ファリオはラグビーでも活躍。20世紀初頭にフランスのラグビーチーム、ラシン・クラブ・ド・フランスに所属し、1912年にはフランスのラグビーリーグで準優勝。1911年から1913年にかけてファイブ・ネイションズ（5か国対抗戦）などフランス代表として8セレクション、5トライの実績を持つ。
また、バスクペロタ選手としても活躍した。